# Glyptocephalus kitaharae
Glyptocephalus kitaharae (лат.) — вид лучепёрых рыб из семейства камбаловые (Pleuronectidae) отряда камбалообразных.
Максимальная длина тела 30 см. Обитает в северо-западной части Тихого океана: Южный Хоккайдо, Япония до Желтого моря, Бохайский залив, Восточно-Китайское море и Тайвань. Донная рыба, встречается на глубине 100—200 м. Населяет песчаные и илистые грунты. Вид близок к уязвимому положению, он безвреден для человека, является объектом промысла.